# Pogonosoma ridingsi
Pogonosoma ridingsi är en tvåvingeart som beskrevs av Cresson 1920. Pogonosoma ridingsi ingår i släktet Pogonosoma och familjen rovflugor. Inga underarter finns listade i Catalogue of Life.